# 제주시 한경도서관
제주시 한경도서관은 대한민국 제주특별자치도의 공공도서관이다.

## 연혁
농어촌 지역 청소년들의 면학 분위기 조성과 지역 주민들의 정보 이용과 문화 활동 및 평생 교육 증진을 목적으로 2002년에 제주도 북제주군(지금의 제주특별자치도 제주시)이 한경면도서관이라는 이름으로 개관하였다. 2006년 제주특별자치도 설치 및 국제자유도시 조성을 위한 특별법에 따라 기초자치단체인 북제주군이 폐지되고 행정계층이 제주특별자치도로 단일화되면서 제주특별자치도로 이관되었다.
그러나 제주특별자치도의 의결기구인 제주특별자치도의회가 6개월여만에 도서관 사무를 관할 행정시장이 맡도록 조례를 개정하면서, 제주특별자치도의 여러 도서관 중 우당도서관, 탐라도서관, 애월읍도서관, 한경면도서관, 조천읍도서관, 제주 기적의 도서관의 사무가 2007년에 제주시로 이관되었다. 이에 따라 제주시는 문화산업국에 우당도서관과 탐라도서관을 두고, 이관 받은 도서관 중 애월읍도서관, 한경면도서관을 탐라도서관이 관리하도록 하였다. 동시에 한경면도서관의 명칭을 한경도서관으로 개칭하였다.

## 현황

### 소장 자료
제주시 한경도서관은 도서 36,968책, 비도서 1,641점을 소장하고 있다.

### 시설
도서관 건물은 지상 3층 규모로 제주특별자치도 제주시 한경면 신한로 13에 위치하고 있다. 구체적인 자료실 및 편의시설 배치는 다음과 같다.
- 1층 : 안내데스크, 다목적실
- 2층 : 아동열람실, 주민정보이용실, 문화사랑방
- 3층 : 열람실, 자료실, 휴게실

## 이용

### 이용 시간
- 종합자료실 : 09:00 ~ 18:00
- 주민정보이용실 : 09:00 ~ 18:00
- 일반열람실 : 08:00 ~ 22:00
- 아동열람실 : 09:00 ~ 18:00
- 정기휴관일 : 매주 금요일, 1월 1일, 설·추석 연휴, 12월 31일
- 임시휴관일 : 도서관의 도서 점검, 대청소, 기타 도서관장이 필요하다고 인정한 날

### 회원 자격
- 제주특별자치도에 주민등록이 되어 있는 도민

## 특색
한경도서관에서는 신체적·경제적·지역적 제약 등으로 도서관 이용이 어려운 농어촌 원거리 지역 주민, 사회 복지 시설 등 소외 계층을 직접 방문하여 지식 정보 및 문화 서비스를 제공하는 '수눌음도서관' 사업을 운영하고 있다. 수눌음도서관 사업의 구체적인 내용은 마을 주민에게 지방 행정 및 산업 분야에 필요한 자료 및 정보의 제공, 현장을 직접 찾아가는 교양·취미·건강 등의 문화 프로그램의 운영, 장애인 희망 도서 택배 서비스, 저소득층 및 소외 계층 프로그램 운영 등이다.